# Kék harcsa

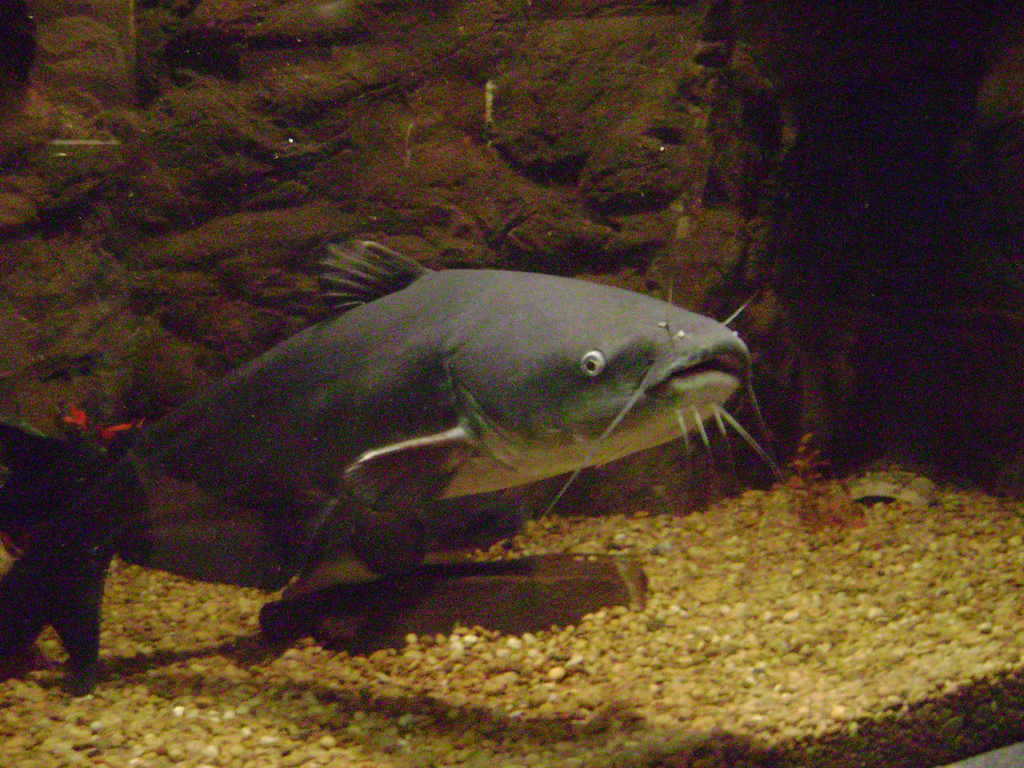
A kék harcsa

A kék harcsa (Ictalurus furcatus) a sugarasúszójú halak (Actinopterygii) osztályának harcsaalakúak (Siluriformes) rendjéhez, ezen belül a törpeharcsafélék (Ictaluridae) családjához tartozó faj. A harcsaalakúak között Észak-Amerikában a legnagyobbra növő harcsafaj, melynek hosszúsága meghaladhatja a másfél métert.

## Előfordulása
A Mississippi és mellékfolyóiban a Missouri, az Ohio, a Tennessee, és az Arkansas folyókban őshonos. Előfordulási területe délen Texas egyes részei, Mexikó, Észak-Guatemala és Belize. Nincs jelen Texas északnyugati és Panhandle nevű részén.

### Hasonló fajok
Nagyon hasonlít hozzá a pettyes harcsa, és emiatt könnyen összetéveszthetőek, ráadásul Észak-Amerikában még az élőhelyük is fedi egymást. Megkülönböztethetőségüket az eltérő színezetük adja, hiszen az elnevezéséből adódóan a kék harcsa színvilága szürkéskék és testén nincsenek foltok. A farok alatti úszójában harminc feletti sugár található. Hasonlít rá még a törpeharcsa és a fekete törpeharcsa, de a pettyes harcsától és a kék harcsától eltérően, ezeknek a halaknak nem villás a farokúszója, hanem négyzet alakú és méretben is lényegesen kisebbek tőle.

### Azonosítása határozóképlettel
A halak közeli rokon fajainak azonosításához nagy segítséget jelenthet az adott hal morfológiai tulajdonságainak pontos vizsgálata. Az alábbi táblázat a kék harcsa, a pettyes harcsa, az európai harcsa, a törpeharcsa, és a fekete törpeharcsa határozóképletét tartalmazza.
| Tudományos név      | Magyar név          | pikkelyképlet | garatfogképlet | úszósugár hátúszó | úszósugár farokalatti |
| ------------------- | ------------------- | ------------- | -------------- | ----------------- | --------------------- |
| Ictalurus furcatus  | Kék harcsa,         | -             | -              | I/6               | I/30-36               |
| Ictalurus punctatus | Pettyes harcsa,     | -             | -              | I/6               | I/23-26               |
| Silurus glanis      | Európai harcsa,     | -             | -              | I/2-4             | I/77-92               |
| Ameiurus nebulosus  | Törpeharcsa,        | -             | -              | I/6(7)            | I/17-23               |
| Ameiurus melas      | Fekete törpeharcsa, | -             | -              | I/6(7)            | I/17-22               |

## Megjelenése
Tudományos nevét a görög Ictalarus magyarul macskahal és a latin furcatus magyarul villás szavakból képezték. Utalva ezzel a hal kinézetére és a villás farokúszójára. Teste hosszúkás a nagyméretű fejétől a farokúszójáig vékonyodik. Megjelenése robusztusabb, mint az európai harcsáé, de méreteit tekintve mégis elmarad európai testvére mellett. Mivel ez Észak-Amerika legnagyobb harcsája, ezért horgászlegendák szólnak és mítoszok szövődnek óriási méretű példányairól. A fogási eredmények alapján azonban a kék harcsa másfél méteresnél nem nő nagyobbra és a súlya is jóval alatta marad a száz kilónak. Virginiában a 2011. június 22-én regisztrált fogási rekord 65 kilogrammot nyomott és 1,45 méter hosszú volt. Az alapszíne szürkéskék, de a hasa már fehér. A sötétebb tónus a hátától a hasoldala felé haladva világosabb.

## Életmódja
Kitűnő ragadozó, de fogyaszt növényi eredetű táplálékot is. Már viszonylag fiatal korától, 10 cm körüli nagyságtól elsősorban halak alkotják az étrendjét. A nagyobb példányok 10-20 kilogrammtól már veszélyt jelentenek a vízimadarakra és a rágcsálókra is.

## Szaporodása
Az ivarérettséget a körülbelül 60 centiméteres példányai érik el. Szaporodásbiológiája hasonló, mint a pettyes harcsáé.

## Horgászata
Az amerikai sporthorgászok szívesen fogják, hiszen jelentős zsákmányt ígér és a harcsákhoz híven igazi sporthal. A nagyobb példányok horgászata és fárasztása igazi sportélményt jelent. Az Amerikai Egyesült Államokban már a 10-30 centiméteres példányok is foghatóak.

### Internetes leírások a kék harcsáról
- A faj adatlapja a FishBase oldalán. FishBase. (Hozzáférés: 2011. december 17.)
- A taxon adatlapja az ITIS adatbázisában. Integrated Taxonomic Information System. (Hozzáférés: 2011. december 17.)
- Blue Catfish Ictalurus furcatus (Valenciennes, 1840) (angol nyelven). BioLib.cz. (Hozzáférés: 2011. december 17.)
- Ictalurus furcatus Blue catfish (angol nyelven). Encyclopedia of Life. (Hozzáférés: 2011. december 17.)
- Ictalurus furcatus (Lesueur in Cuvier and Valenciennes, 1840) (angol nyelven). uBio. (Hozzáférés: 2011. december 17.)
- Ictalurus furcatus (Valenciennes, 1840). WoRMS World Register of Marine Species. (Hozzáférés: 2011. december 17.)
- Ictalurus furcatus (Valenciennes, 1840) (angol nyelven). planetcatfish.com. (Hozzáférés: 2011. december 17.)